# Federação Irlandesa de Hóquei no Gelo

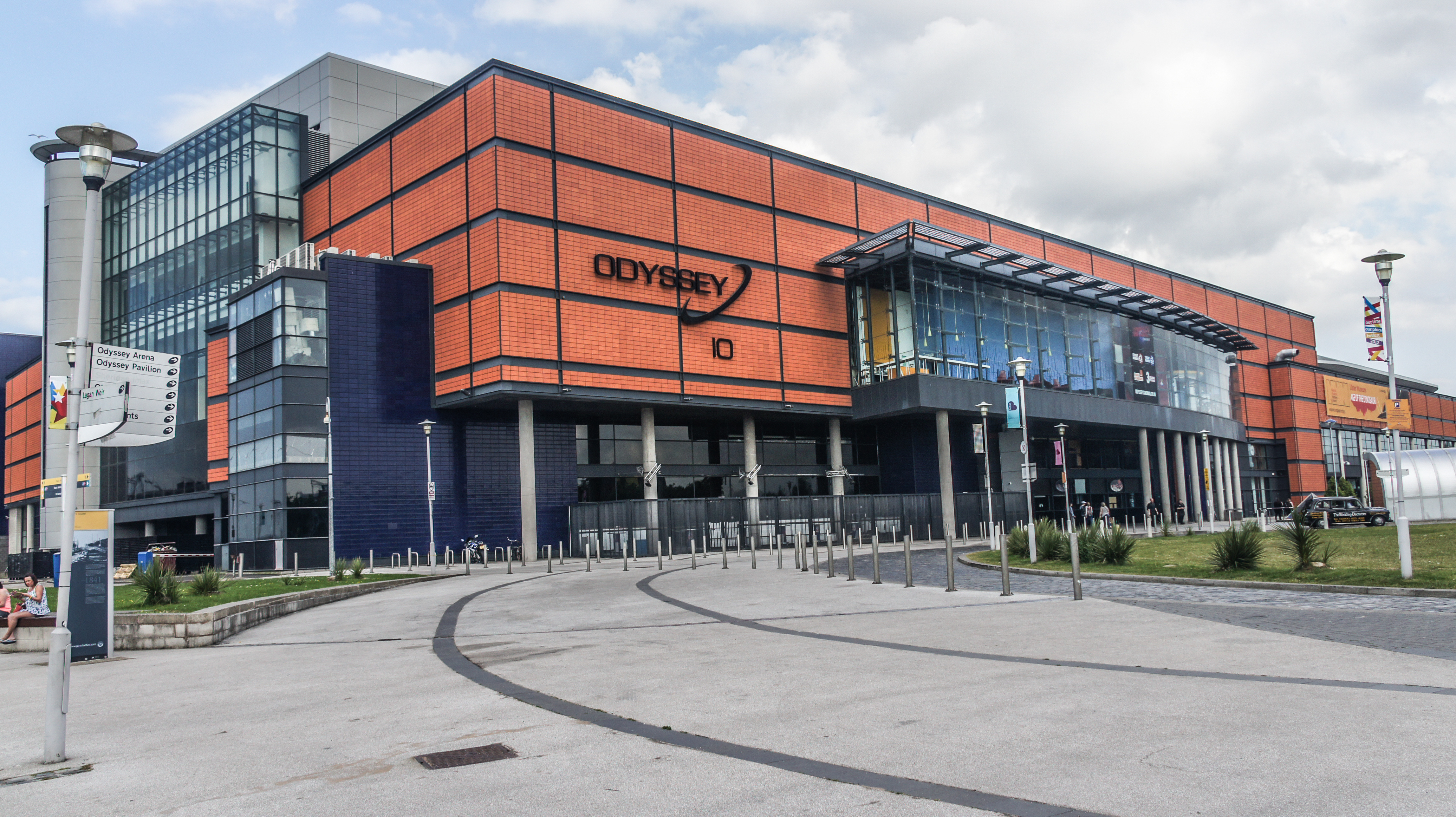
A Odyssey Arena estabeleceu-se firmemente como a principal instalação de entretenimento e lazer da Irlanda do Norte. Com flexibilidade para acomodar até 10.000 pessoas, é o maior recinto coberto da Irlanda. Atrai artistas de classe mundial de todo o mundo e hospeda uma incrível variedade de eventos esportivos, incluindo boxe, basquete, tênis e provas de motocicleta.

A Federação Irlandesa de Hóquei no Gelo é o órgão que dirige e controla o hóquei no gelo da Irlanda, comandando as competições nacionais e a seleção nacional.